# Sikringsstilling Nord
Sikringsstilling Nord (tysk Sicherungsstellung Nord) går tværs over Sønderjylland og er verdens bedst bevarede feltbefæstningslinje fra 1. verdenskrig. Forsvarslinjen blev bygget af den kejserlige tyske hær i 1916-18 og skulle hindre et eventuelt engelsk angreb på Tyskland fra nord. Linjen ligger i den del af Danmark (Nordslesvig/Sønderjylland), der blev afstået til Tyskland efter det danske nederlag i krigen i 1864 og derefter i 1920 kom tilbage til Danmark igen. 
Sikringsstilling Nord strækker sig fra Hoptrup ved Lillebælt i øst til Rømø ved Vadehavet i vest og er ca. 50 km lang. Med ca. 900 bunkers, 40 batterier, mellem to og fire skyttegravslinjer, pigtråd, oversvømmelsesanlæg, militærjernbaner til at støtte linjen og talrige signalstationer, var den datidens stærkeste af sin art i Europa.
Efter genforeningen i 1920 udgjorde linjen en trussel mod Danmark, idet selv fåtallige tyske styrker hurtigt ville kunne sætte sig fast og der skulle betydelige kræfter til at drive dem væk. Derfor sprængte den danske hær i årene efter genforeningen størstedelen af anlæggene. En del bunkere lå dog for tæt på landejendomme eller byer og kunne derfor ikke sprænges med de metoder man kendte dengang. Derfor fremstår den stadig som verdens bedst bevarede feltbefæstningslinje fra 1. verdenskrig.
Forsvarslinjen er enestående på flere måder. Dels blev forsvarslinjen etableret alene af hensyn til det bedst egnede terræn. Og selve byggearbejdet kunne udføres uden fjendens indgriben og påvirkning – hvilket er meget usædvanligt for feltbefæstningslinjer. Endelig kom linjen aldrig i brug, hvilket betyder, at de tilbageværende anlæg er særdeles velbevarede.
Stillingen er bl.a. blevet kortlagt af Mogens Scott-Hansen i årene 1975-1995

## Forspillet
Under en storpolitisk krise mellem Frankrig og Tyskland i 1905 modtog Frankrig fra Engelsk side underhåndstilsagn om assistance i tilfælde af, at krisen skulle udvikle sig til en krig: En styrke på 100.000 englændere ville blive landsat i Esbjerg og/eller evt. Ålbæk Bugt ved Frederikshavn med det formål at erobre Kielerkanalen ved et hurtig fremstød, hvorefter det ville være muligt at neutralisere den tyske østersøflåde ved at holde den indespærret i Østersøen.
Krigen blev den gang undgået, men tyskerne blev bekendt med de engelske planer, og som følge heraf begyndte de straks planlægningen af Sicherungsstellung Nord, som skulle placeres tværs over det den gang tyske Nordslesvig ca. 25 km syd for den daværende dansk-tyske grænse ved Kongeåen.
I årene 1906-14 afholdtes et antal store tyske manøvrer, og indkvarterede soldater fortalte, at de ”kæmpede” mod en tænkt styrke på 100.000 englændere under fremrykning fra Esbjerg. Man skulle imidlertid helt frem til 1916, 2 år efter 1. verdenskrigs udbrud, før Sikringsstillingen blev en realitet.
På dette tidspunkt var Tyskland løbet ind i en række tilbageslag, og den engelske flådeblokade var blevet en alvorlig belastning. Tyskerne besluttede sig som følge heraf til at indføre den uindskrænkede ubådskrig. Herved risikerede de imidlertid at drive de to neutrale søfartsnationer, Holland og Danmark, i armene på England, som så i ro og mag ville kunne landsætte sine styrker i Esbjerg. Altså tog tyskerne de gamle planer frem, og omkring den 10. september 1916 påbegyndte de bygningen af Sicherungsstellung Nord.

## Stillingen bygges
Arbejdet blev ledet af en Pionerbataillonsstab og seks Pionerkompagnier, og det grove arbejde blev udført ved hjælp af militære straffefanger som var anbragt i baraklejre spredt over hele stillingsområdet. I hver af disse lejre, som lededes af en løjtnant, fandtes et eller flere straffekompagnier af 250 mand, som levede et særdeles hårdt liv med sult og strengt arbejde.
Flere af disse lejre har i perioder været brugt som krigsfangelejre, hvilket har ført til den fejlagtige opfattelse, at krigsfanger har deltaget i stillingsarbejdet. Nærmere undersøgelser viser imidlertid, at tyskerne i overensstemmelse med de preussiske æresbegreber følte sig forpligtet til at overholde Haagkonventionen, ifølge hvilken krigsfanger ikke må anvendes til militært byggeri. I tilfælde af mangel på arbejdskraft har man ligefrem hentet civile voldsforbrydere fra tyske fængsler, mens de mange krigsfanger var beskæftiget ved landbruget og afvandingsarbejder.
Transport af mennesker og materiel foregik først og fremmest pr. jernbane, hvor dette var muligt, og de eksisterende Stats- og Amtsbaner tilpassedes ved anlæggelse af militærspor. Ca. 10 km normalspor i forbindelse med Statsbaner og ca. 40 km meterspor i forbindelse med Amtsbanerne. Herudover anlagdes midlertidige tipvognsspor, hvor byggeriet krævede det.
Vejanlæg byggedes i betydelig omfang; i flere tilfælde med tømmerbroer på op til 800 meters længde over bløde engstrækninger eller slugter. Fodfolksstillingens skyttegrave blev kun gravet et enkelt spadestik ned i fuld bredde. De skulle så færdiggraves af de enheder der skulle bemande dem. Men dertil kom det aldrig.

## Anlæg med tilknytning til Sikringsstilling Nord
Batteriet ved Årøsund er et kystbatteri, hvis opgaver var dækning af et minefelt og en netspærring i Lillebælt. Batteriet hører således ikke direkte til Sikringsstilling Nord, men kunne i krigstilfælde bruges som flankesikring til stillingen.
Luftskibsbasen i Tønder bestod af tre store hangarer, to der var 180 m lange, 40 m brede og 31 m høje, en der var 242 m lang, 73 m bred og 42 m høj, et brintgasværk og en baraklejr. En af luftskibenes opgaver, var at tage luftfotos af sikringsstillingen, så man kunne kontrollere sløringen af anlægget.